# Тлемсен (вілаєт)
Тлемсе́н (араб. ولاية تلمسان) — провінція (вілайєт) у північно-західній частині Алжиру, адміністративний центр — місто Тлемсен.

## Географічне положення
Провінція Тлемсен межує з алжирськими провінціями Айн-Темушент на північному сході та Сіді-Бель-Аббес на сході, Наама на півдні й Марокко на заході. З півночі провінцію омиває Середземне море, її територією тягнеться гірська система Тель-Атлас.
У провінції розташовано Національний парк Тлемсен.

## Адміністративний поділ
Адміністративно провінцію розділено на 20 округів та 53 муніципалітети.

### Округи
1. Аїн Талут
2. Баб Ель Асса
3. Бенсекран
4. Бені Буссаїд
5. Бені Сноус
6. Шатоне
7. Фелучен
8. Газавет
9. Магнія
10. Мансура
11. Марса Бен Мегді
12. Недрома
13. Улд Мімун
14. Ремчі
15. Сабра
16. Себду
17. Сіді Джіллалі
18. Тлемсен
19. Хенная
20. Хунані